# Kasteel van Valduc
Het Kasteel Valduc (Frans: Château Valduc) is een kasteel in eclectische stijl gebouwd in 1870 door Paul baron de Cartier gelegen in de Brusselse gemeente Oudergem. Het is gebouwd achter zijn fabrieken, de toekomstige Ligot-fabrieken, aan de ene kant en aan de andere kant van de Duivelskeulstraet. Een particuliere steeg verbond zijn eigendom met de rijweg die Brussel verbindt met Tervueren door deze Duivelskeulstraet over te steken. 

## Geschiedenis
Op 12 september 1876 verkocht Paul de Cartier het kasteel aan Emmanuel de Prelle de la Nieppe, eerste president van het hof van beroep van Brussel en zijn vrouw, Charlotte de Haussy. Charlotte overleed op 1 oktober  en Emmanuel 10 april 1887. 
In juni 1893 nam een van hun vier kinderen, Claire, echtgenote van Auguste van Maldeghem, eerste president van het Hof van Cassatie, de aandelen van haar broers en zussen over. In 1898 nam het kadaster de naam Valducveld over voor de landen rondom het kasteel van Valduc.
Auguste van Maldeghem stierf op 12 maart 1911 en het was pas op 19 maart 1918 dat zijn weduwe het kasteel te huur gaf aan Dr. Edmond Cordier, met een optie om het te kopen op 30 april 1921. 
Na de dood van Edmond bleef Marguerite tot 1958 in het kasteel van Valduc. De straat waar het kasteel zich bevindt, krijgt op 2 december 1960 de naam Dokter Edmond Cordierlaan. 
Op 9 april 1963 verkochten Marguerite en haar kinderen het kasteel en een perceel van bijna 31 hectare aan haar achterkleinzoon, Jacques Dykmans en zijn vrouw Marguerite Michelet, terug uit Belgisch-Congo.

## Gebouw
Paul de Cartier koopt land om het kasteel van Valduc te bouwen: 
- op 22 december 1869 van Henri de Brouckère, meer dan 51 are met de gebouwen daarin;
- op 4 januari 1870 van Edouard Wielmacker 2,87 ha met een chalet erop;
- op 4 februari 1870, meer dan 25 hectare van de broers van Haveskerke ;
- op 21 september 1871 een land van meer dan 41 are van Georgine Maluin-Demat .

Er wordt aangenomen dat de architect van het kasteel Henri Beyaert zou zijn, meester van eclectische architectuur. 
De notariële akten beschrijven het gebouw als luxueus ingericht en bestaande op de begane grond: een eetkamer, een pantry, een kas, drie salons en een rookruimte; op de verdiepingen: negen slaapkamers, badkamer, zolders en kasten, ondergrondse gewelven. In het verleden werd de woning verwarmd door een kachel . 
Het pand omvatte ook de stal, de schuur en de zadelkamer bij de poort, evenals een Engelse tuin, drie kassen, een oranjerie, twee moestuinen en een tuinhuis . 
Deze gebouwen verdwenen begin 2000, vervangen door een appartementengebouw, ten onrechte Jardins du Valduc genoemd, omdat het de loodsen en de moestuin vervangt. Men kan echter nog steeds de hoge bakstenen muur zien die de moestuinen omringde aan de huidige Rue Valduc . 
Langs de toegangsweg, soms de Avenue du Château genoemd, bevond zich het huis met drie gezinnen, voor de Valduc, inclusief een schuur, een binnenplaats en schuren. Een van hen werd bezet door de Société Anonyme de la fabrique de céruse et de minium de fer d’Auderghem, die daar minstens tot 1879 bleef.